# Phylica confusa
Phylica confusa är en brakvedsväxtart som beskrevs av Neville Stuart Pillans. Phylica confusa ingår i släktet Phylica och familjen brakvedsväxter. Inga underarter finns listade i Catalogue of Life.